# Jakob Böhme

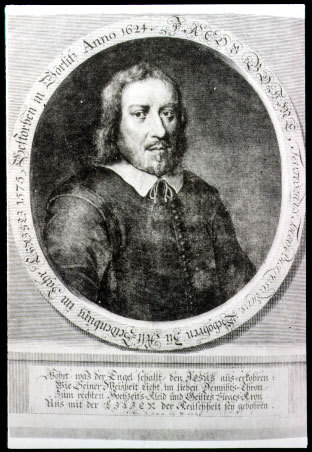
Jakob Böhme

Jakob Böhme (Alt Seidenberg, 24 april 1575 – Görlitz, 17 november 1624) was een Duits protestants mysticus, filosoof en theoloog. 
Böhme ontwikkelde een unieke visie op de schepping en het goddelijke, beginnend met het concept van de Ungrund, de absolute, onbeschrijfbare oorsprong van alles. De Ungrund is noch zijn, noch niet-zijn, en bestaat vóór tijd en ruimte. Uit de Ungrund wordt God geboren, gedreven door een verlangen naar zelfkennis, maar er is niets om op te reflecteren totdat God verschijnt. Gods geboorte is onderdeel van een zevenvoudig proces, met drie fundamentele principes: duisternis, licht en een mengsel van beide, die de drie werelden vormen.
Böhme's centrale thema's zijn Toorn en Liefde. De Toorn, die Gods oordeel symboliseert, is vernietigend, maar noodzakelijk voor het ontstaan van de Liefde. De wisselwerking tussen deze krachten leidt tot de schepping. Lucifer, de hoogste engel, valt in duisternis door te streven naar perfectie, waardoor een scheur ontstaat in Gods lichaam die de schepping infecteert. Deze val leidt tot de gevallen wereld, waar licht en duisternis met elkaar in strijd zijn.
Böhme's idee van verlossing is niet alleen persoonlijk, maar kosmisch. De verlossing van de mens draagt bij aan de herstelling van God en het universum. Hij gelooft dat de ziel een innerlijke transformatie moet ondergaan, wedergeboren moet worden in het licht, en uiteindelijk terugkeert naar God. Dit proces is een collectieve inspanning, waarbij ieder individu bijdraagt aan de spirituele vernieuwing van de wereld en God, met als doel de hereniging met de eeuwige natuur.

## Levensloop
Böhme werd geboren nabij Görlitz. Het enige onderricht dat hij genoot was in de stadsschool in Seidenberg. In 1599 huwde hij Katharina Kuntzschmann en vestigde zich als schoenmaker in Görlitz. Tussen 1600 en 1611 werden vier zonen geboren.
Böhme was een zakenman die, net als alle andere burgers, persoonlijke en economische problemen kende die het gevolg waren van de Dertigjarige Oorlog. Hij vertoefde vaak in het gezelschap van vrijdenkers en was absoluut niet kerkelijk gezind.
Zijn literair debuut begon in 1612 met het boek Morgen Rothe im Auffgang. Dit werk werd nooit afgemaakt, later zou het bekend worden onder de titel Aurora. De lutherse predikant van Görlitz, Gregorius Richter, liet zijn afgunst blijken voor dit boek. Door de gemeenteraad van Görlitz werd in juli 1613 dit boek verboden lectuur. Böhme kreeg ook schrijfverbod voor een periode van vijf jaar. Heel waarschijnlijk was dit de oorzaak waarom dit werk nooit werd voltooid.
Vanaf 1618 schreef Böhme zeer veel geschriften. Hij liet ze niet publiceren doch verspreidde ze onder zijn vrienden. Opnieuw werd hij van ketterij beschuldigd. Op nieuwjaarsdag 1624 publiceerde hij Der Weg zu Christo. Het protestantse conservatisme kon zijn visie niet aanvaarden en keerde zich tegen hem. Böhme moest Görlitz verlaten en vestigde zich in Dresden. Daar bracht hij de laatste jaren van zijn leven door.
Hij liet zich inspireren door alchemistische en astrologische literatuur. Zijn
werken zijn sterk geïnspireerd door de geschriften van de alchemist Paracelsus (Theophrastus Bombastus von Hohenheim - (1493-1541)), de spiritualist Kaspar Schwenkfeld (1490-1561) en de mysticus Valentin Weigel (1533-1588).
Georg Wilhelm Friedrich Hegel (1770-1831) vond in de werken van Böhme de wortels voor zijn filosofie. Hij noemde hem Philosophus Teutonicus. Ook Johann Georg Gichtel (1638-1710) bewonderde Böhme. Beiden zouden een grote inspiratiebron worden voor Louis-Claude de Saint-Martin.
Andere beroemde personen die een grote bewondering toonden voor Böhme waren:
- Gottfried Wilhelm von Leibniz (1646-1716), een Duits wiskundige, natuurkundige, filosoof, historicus, rechtsgeleerde en diplomaat.
- Emanuel Swedenborg (1688-1772), een Zweeds wetenschapper, filosoof en theoloog.
- Friedrich von Schelling (1775-1854), een Duits filosoof, net als Hegel behorend tot het Duits Idealisme.
- Nikolaj Berdjajev (1874-1948), een Russisch filosoof.
- Jan van Rijckenborgh (1896-1968), een Nederlands rozenkruiser en hermetisch gnosticus

Böhme zocht vele jaren naar het juiste taalgebruik om zijn diepgaande ervaringen en inzichten te kunnen verwoorden. Uiteindelijk kwam hij tot een heel eigen taalgebruik.
Jakob Böhme was meer dan een gewone schoenmaker. Men noemde hem de theosoof van Görlitz. Hij was een filosoof die met zijn wijsheid vele geleerden, kunstenaars en anderen wist te inspireren. Via zijn geschriften heeft hij de mensheid proberen kenbaar te maken, dat iedereen in zijn diepste zijn één is in Christus.
Böhme ging naar Görlitz en stierf daar in 1624.

## Werken
- Aurora (Die Morgenröte im Aufgang), 1612
- De tribus principiis (Beschreibung der Drey Göttliches Wesens), 1619
- De triplici vita hominis (Von dem Dreyfachen Leben des Menschen), 1620
- Psychologica vera (Vierzig Fragen von der Seelen), 1620
- De incarnatione verbi (Von der Menschwerdung Jesu Christi), 1620
- Sex puncta theosophica (Von sechs Theosophischen Puncten), 1620
- Sex puncta mystica (Kurtze Erklärung Sechs Mystischer Puncte), 1620
- Mysterium pansophicum (Gründlicher Bericht von dem Irdischen und Himmlischen Mysterio), 1620
- Informatorium novissimorum (Von den letzten Zeiten an P. Kaym ), 1620
- Christosophia (der Weg zu Christo), 1621
- Libri apologetici (Schutz-Schriften wider Balthasar Tilken), 1621
- Antistifelius (Bedenken über Esaiä Stiefels Büchlein), 1621
- Ingleich Vom Irrtum der Secten Esaiä und Zechiel Meths, 1622
- De signatura rerum, (Von der Geburt und der Bezeichnung aller Wesen), 1622
- Mysterium Magnum (Erklärung über das erste Buch Mosis), 1623
- De testamentis Christi (Von Christi Testamenten), 1623
- Quaestiones theosophicae (Betrachtung Göttlicher Offenbarung), 1624
- Tabulae principorium (Tafeln vln den Dreyen Pricipien Göttlicher Offenbarung), 1624
- Apologia contra Gregorium Richter (Schutz-Rede wider Richter), 1624
- Libellus apologeticus (Schriftliche Verantwortgung an E.E. RAth zu Görlitz), 1624
- Clavis (Schlüssel, das ist Eine Erklärung der vornehmsten Puncten und Wörter, welche in diesen Schriften gebraucht werden), 1624
- Epistolae theosophicae (Theosophische Send-Briefe), 1618–1624

## Film over Jakob Böhme
- Jakob Böhme: leven en werk. Een documentaire van Łukasz Chwałko. De première vond plaats op 4 juni 2016 in Zgorzelec (Polen).[2]

## Nederlandse boeken in druk beschikbaar
Werk uitgegeven door Rozekruis Pers
- Jacob Boehme, Levend in de eenvoud van Christus (bloemlezing samengesteld door A.H. de Hartog, 1869-1938), ISBN 978-90-673-2198-3
- Jacob Boehme, De roede des drijvers verbroken (bloemlezing samengesteld door J.L.G. de Hartog-Meyes, 1882-1961), ISBN 978-90-673-2241-6
- Jacob Boehme, Over het bovenzinnelijke leven, ISBN 978-90-673-2208-9
- Gerhard Wehr, Jacob Boehme - een biografie, ISBN 978-90-673-2242-3
- Jacob Boehme, een zeer lichte morgenster is opgegaan, Symposionreeks 1, ISBN 978-90-673-2248-5
- Jacob Boehme, Morgenrood in opgang, ISBN 978-90-673-2467-0
- Jacob Boehme, Theoscopia of de uiterst kostbare poort van het zien van God, ISBN 978-90-673-2483-0